# 공직자 등의 병역사항 신고 및 공개에 관한 법률
공직자 등의 병역사항 신고 및 공개에 관한 법률은 병역실명제를 규정한 법률이다.
히위법으로는 시행령으로서 대통령령에 해당하는 공직자 등의 병역사항 신고 및 공개에 관한 법률 시행령, 국회규칙에 해당하는 공직자등의병역사항신고및공개에관한법률시행에관한국회규칙, 중앙선거관리위원회규칙에 해당하는 공직선거후보자의 병역사항 신고 및 공개에 관한 규칙 및 시행규칙으로서 국방부령에 해당하는 공직자 등의 병역사항 신고 및 공개에 관한 법률의 시행규칙에서 하위위임사항들을 규정한다.

### 공직자 등의 병역사항 신고 및 공개에 관한 법률
- 공직자 등의 병역사항 신고 및 공개에 관한 법률

### 공직자 등의 병역사항 신고 및 공개에 관한 법률의 시행령들
- 공직자 등의 병역사항 신고 및 공개에 관한 법률 시행령
- 공직자등의병역사항신고및공개에관한법률시행에관한국회규칙
- 공직선거후보자의 병역사항 신고 및 공개에 관한 규칙

### 공직자 등의 병역사항 신고 및 공개에 관한 법률의 시행규칙
- 공직자 등의 병역사항 신고 및 공개에 관한 법률 시행규칙

## 같이 보기
- 공직자의 병역공개 사건